# Conde de Sunderland
Conde de Sunderland é um título que foi criado duas vezes no Pariato da Inglaterra. A primeira criação ocorreu em 1627 em favor de Emanuel Scrope, 11.º Barão Scrope de Bolton. O condado foi extinto após sua morte em 1630, enquanto a baronia foi extinta ou ficou adormecida (veja Barão Scrope de Bolton para mais informações sobre este título). A segunda criação ocorreu em 1643 em favor do soldado realista Henry Spencer, 3.º Barão Spencer de Wormleighton.

## História
A família Spencer descendia de Sir John Spencer (falecido em 1522), que adquiriu a propriedade Wormleighton em Warwickshire e a propriedade Althorp em Northamptonshire. Seu neto, Sir John Spencer (falecido em 1586), foi um Cavaleiro do Condado de Northamptonshire. O neto deste último, Sir Robert Spencer, representou Brackley no Parlamento durante o final do século XVI. Em 1603, Sir Robert foi elevado ao título de Pariato da Inglaterra como Barão Spencer de Wormleighton. Ele foi sucedido por seu filho sobrevivente mais velho, William, o segundo Barão. Ele já havia representado Northamptonshire no Parlamento. Seu filho mais velho foi o já mencionado terceiro Barão. Em julho de 1643, ele foi nomeado Conde de Sunderland no Pariato da Inglaterra, mas foi morto na Batalha de Newbury em setembro do mesmo ano. Ele foi sucedido por seu único filho de dois anos, Robert, o segundo conde. Mais tarde, ele ganhou grande distinção como estadista e serviu quatro vezes como Secretário de Estado do Departamento do Sul.
Seu filho mais velho sobrevivente, Charles, o terceiro conde, também ganhou destaque como estadista. Ele foi Lorde-Tenente da Irlanda, Lorde do Selo Privado, Secretário de Estado dos Departamentos do Norte e do Sul, Lorde Presidente do Conselho e Primeiro Lorde do Tesouro . Entretanto, sua carreira política foi arruinada pela Bolha dos Mares do Sul de 1720. Lord Sunderland casou-se (como sua segunda esposa) com Lady Anne Churchill, segunda filha do distinto soldado John Churchill, 1.º Duque de Marlborough, e Sarah Jennings. O ducado de Marlborough foi autorizado a passar para as filhas do duque e seus filhos depois que uma lei especial do Parlamento foi aprovada em 1716.
O terceiro conde foi sucedido por seu filho sobrevivente mais velho (de sua segunda esposa), Robert, o quarto conde. Ele morreu solteiro em 1729, aos 27 anos, e foi sucedido por seu irmão mais novo, Charles, o quinto conde. Em 1733, ele sucedeu sua tia materna, Henrietta Godolphin, 2.ª Duquesa de Marlborough, como terceiro Duque de Marlborough. A baronia de Spencer de Wormleighton e o condado de Sunderland permaneceram títulos subsidiários do ducado desde então. Conde de Sunderland foi usado como título de cortesia do neto mais velho do duque, na linhagem masculina.
John Spencer, quarto filho do terceiro conde de Sunderland com sua segunda esposa, sucedeu nas propriedades da família em Northamptonshire em 1733, depois que seu irmão mais velho herdou o ducado de Marlborough. Seu filho John foi nomeado Conde Spencer em 1765. Robert Spencer, segundo filho do segundo barão, foi criado Visconde Teviot em 1685.

## Conde de Sunderland, primeira criação (1627)
- Emanuel Scrope, 1.º Conde de Sunderland (m.1630)

## Conde de Sunderland, segunda criação

### Barão Spencer de Wormleighton (1603)
- Robert Spencer, 1.º Barão Spencer de Wormleighton (1570–1627)
  - John Spencer (1590–1610)
- William Spencer, 2.º Barão Spencer de Wormleighton (1592–1636)
- Henry Spencer, 3.º Barão Spencer de Wormleighton (1620–1643) (criado Conde de Sunderland em 1643)

### Conde de Sunderland (1643)
- Henry Spencer, 1.º Conde de Sunderland (1620-1643)
- Robert Spencer, 2.º Conde de Sunderland (1640-1702)
- Charles Spencer, 3.º Conde de Sunderland (1675-1722)
- Robert Spencer, 4.º Conde de Sunderland (1701-1729)
- Charles Spencer, 5.º Conde de Sunderland (1706-1758), tornou-se Duque de Marlborough em 1733.